# Метаобчислення
Метаобчислення обумовлені бажанням  користувачів мати доступ до ресурсів, недоступних в середовищі одномашинних обчислень. 
Турчин Валентин Федорович заклав основи метаобчислень, запропонувавши якісно новий метод перетворення і оптимізації програм.
Метакомп’ютер (або обчислювальна мережа) утворюється деяким рівнем програмного забезпечення, яке об'єднує комп'ютери і комунікаційні мережі, створюючи ілюзію одного віртуального комп'ютера. Ще один рівень програмного забезпечення на вершині цієї інфраструктури забезпечує метаобчислювальне середовище, що дозволяє програмам використовувати можливості метакомп’ютера. Суть і ролі цих рівнів програмного забезпечення подібні  операційним системам, які реалізують віртуальну машину на вершині апаратних ресурсів і підтримують набір інструментів, використовуваних прикладними програмістами.Метатеорія — теорія, що аналізує методи й властивості іншої теорії, так званої предметної або об'єктної теорії. Завдання метатеорії - встановити межі області застосування досліджуваної в ній теорії, відповісти  на запитання про її несуперечності та повноті, вивчити або встановити способи введення її нових понять і докази її тверджень тощо. Необхідність створення метатеорії виникла насамперед у застосуванні до математики. Вона була зумовлена потребою з'ясування сенсу понять доказ, аксіома, теорема, дослідження структури математичних теорій  і питання про їхню істинність в категорійно-логічних інтерпретаціях .